# Escuela Pública 35
La Escuela Pública 35  es una escuela histórica ubicada en Nueva York, Nueva York. La Escuela Pública 35 se encuentra inscrita  en el Registro Nacional de Lugares Históricos desde el 27 de octubre de 1980. 

## Ubicación
La Escuela Pública 35 se encuentra dentro del condado de Nueva York en las coordenadas 40°45′17″N 73°57′57″O / 40.754722, -73.965833.